# Női 3000 méteres síkfutás a 2005. évi nyári európai ifjúsági olimpiai fesztiválon
A 2005. évi nyári európai ifjúsági olimpiai fesztiválon az atlétikai versenyszámokat Lignano Sabbiadoróban rendezték. A női 3000 méteres síkfutás döntőjét július 08.-án rendezték.

## Döntő
| H     | Név                    | Nemzet                | E        | Mj  |
| ----- | ---------------------- | --------------------- | -------- | --- |
| Arany | Azra Eminovic          | Szerbia és Montenegró | 9:22.02  |     |
| Ezüst | Polina Jelizarova      | Lettország            | 9:24.18  |     |
| Bronz | Kostyál Ágnes          | Magyarország          | 9:24.28  |     |
| 4     | Petya Kertikova        | Bulgária              | 9:29.05  |     |
| 5     | Non Stanford           | Egyesült Királyság    | 9:35.50  |     |
| 6     | Andreea Cristine Plesu | Románia               | 9:44.90  |     |
| 7     | Nathalie Van Royen     | Belgium               | 9:49.20  |     |
| 8     | Paula Mayobre          | Spanyolország         | 9:58.03  |     |
| 9     | Maija Skytta           | Finnország            | 10:05.13 |     |
| 10    | Justina Jasutyte       | Litvánia              | 10:22.08 |     |
| -     | Joana Costa            | Portugália            |          | DNF |